# 관제묘
관제묘(關帝廟)는 중국 삼국시대의 영웅 관우의 위패를 모신 사당이다. 관왕묘라고도 하며 문묘에 빗대 무묘(武廟)라고도 부른다.
중앙에 관우의 위패를 두고 그 좌우에 관평(관우의 아들)과 주창(관우의 심복장수)의 위패를 둔다. 그러나 주창은 실존하는 인물은 아니고 삼국지연의에만 등장하는 인물이다. 17세기 이후 중국 대륙 각지에 세워졌으며 이것이 발전하여 한국, 대만, 홍콩, 일본 등지에도 관제묘가 세워졌다.
한국의 조선 시대에 들어서는 개성에 대청관을 세우고 한성에 천도하여 소격전을 두어 3청(三淸)의 초재를 올리고, 삼청전에 3청을 비롯한 여러 도교의 신위들을 안치하였다. 그 후 임진왜란으로 자연히 이것들이 없어졌으나 민간에는 관우 숭배가 전래되었다. 임진왜란이 끝난 뒤에는 남대문과 동대문 바깥에 관제묘가 세워졌고 지방에도 여러 곳에 관제묘가 세워졌다.

## 세계의 관제묘
- 동묘(東廟)는 대한민국 서울특별시 종로구 숭인동 238-1 에 소재하고 있다. 조선 선조 1601년에 지어진 건물은 보물 142호로 지정되어 있다.
- 고베 관제묘(神戶關帝廟)는 일본 효고현(兵庫縣) 고베시(神戶市) 중앙구(中央區)에 위치해 있다.
- 요코하마 관제묘(橫浜關帝廟)는 막부 말기에 일본 가나가와현(神奈川縣) 요코하마시(橫浜市) 중구(中區)에 세워졌다.
- 관제묘로는 보기 어려우나, 일본 나가사키현 나가사키시의 숭복사(崇福寺) 경내에도 관우의 좌상을 모시고 있다.
- 일본 하코다테시에도 소규모의 관제묘가 있어 홋카이도 유일의 관제묘가 된다.